# Kiorstowo (mijanka)
Kiorstowo (ros. Кёрстово) – mijanka i przystanek kolejowy w miejscowości Aleksiejewka, w rejonie kingiseppskim, w obwodzie leningradzkim, w Rosji. Położona jest na linii z Dworca Bałtyckiego do Wiejmarna oraz na linii do Ust-Ługi.